# Congrès du travail du Nigeria
Le Congrès du travail du Nigeria, en anglais : Nigeria Labour Congress (NLC) est une confédération syndicale du  Nigeria fondée en 1978. Elle est affiliée à la Confédération syndicale internationale (CSI). 

## Histoire
Le NLC est fondé en décembre 1978, par la fusion de quatre organisations syndicales : Nigeria Trade Union Congress (NTUC), Labour Unity Front (LUF), United Labour Congress (ULC) et Nigeria Workers' Council (NWC). 

## Organisations affiliées
- Academic Staff Union of Polytechnics (ASUP)
- Academic Staff Union of Research Institutions (ASURI)
- Academic Staff Union of Universities (ASUU)
- Agricultural and Allied Employees Union of Nigeria (AAEUN)
- Amalgamated Union of Public Corporation, Civil Service Technical and Recreational Services Employees (APUCTRE)
- Colleges of Education Academic Staff Union (COEASU)
- Iron and Steel Senior Staff Association of Nigeria (ISSSAN)
- Judicial Staff Union of Nigeria (JSUN)
- Maritime Workers Union of Nigeria (MWUN)
- Medical and Health Workers Union of Nigeria (MHWUN)
- Metal Products Senior Staff Association of Nigeria (MPSSAN)
- National Association of Academic Technologists (NAAT)
- National Association of Nigeria Nurses and Midwives (NANNM)
- National Union of Air Transport Employees (NUATE)
- National Union of Banks, Insurance and Financial Institution Employees (NUBIFIE)
- National Union of Chemical, Footwear, Rubber, Leather and Non-Metallic Employees (NUFRLANMPE)
- National Union of Civil Engineering, Construction, Furniture and Wood Workers
- National Union of Electricity Employees
- National Union of Food, Beverage and Tobacco Employees
- National Union of Hotels and Personal Services Workers
- National Union of Lottery Agents and Employees
- National Union of Postal and Telecommunication Employees (NUPTE)
- National Union of Printing, Publishing and Paper Products Workers
- National Union of Road Transport Workers
- National Union of Shop and Distributive Employees
- National Union of Textile, Garment and Tailoring Workers of Nigeria
- Nigeria Civil Service Union
- Nigeria Union of Journalists
- Nigeria Union of Local Government Employees
- Nigeria Union of Mine Workers
- Nigeria Union of Pensioners
- Nigeria Union of Petroleum and Natural Gas Workers
- Nigeria Union of Public Service Reportorial, Secretarial, Data Processors and Allied Workers
- Nigeria Union of Railwaymen
- Nigeria Union of Teachers
- Nigeria Welders and Filters Association
- Non-Academic Staff Union of Educational and Associated Institutions
- Parliamentary Staff Association of Nigeria
- Radio Television Theatre and Arts Workers Union
- Senior Staff Association of Nigerian Polytechnics
- Senior Staff Association of Nigerian Universities
- Senior Staff Union of Colleges of Education in Nigeria
- Steel and Engineering Workers' Union of Nigeria